# Наша реч
„Наша реч“ (на сръбски: Наша реч) е сръбски вестник, излизал в Скопие, Кралство Югославия, от 1939 година до 1941 година. В него освен материали на сръбски език се печатат и материали на местни македонски диалекти.

## История
Вестникът започва да излиза на 5 февруари 1939 година и е неофициален орган на Комунистическата партия на Югославия. Избизат общо 24 броя под името „Наша реч“ и по два броя под името „Наш глас“ и „Наш лист“.
Първата редакция на вестника е назначена с решение на Централния комитет на КПЮ и в нея влизат юристът Милош Мацура като собственик и издател, юристът Деян Алексич като главен и отговорен редактор, юристката Нада Богданова, студентът Бошко Шилегович, философът Душко Попович, професор Радован Лалич и техническият редактор и коректор Александър Аксич.
Вестникът успява да събере почти всички видни македонски интелектуалц и широко отразява живота и условията в Македония. В него се публикуват и множество поетични и прозаични литературни статии на местни диалекти. Сред сътрудниците са комунистическите дейци Кузман Йосифовски, Васил Антески, Страхил Гигов, Мирче Ацев, Борко Талески, Кръсте Цървенковски, Исак Леви, Стефан Наумов, Кирил Мильовски, Димитър Ангелов – Габерот, Ванчо Бурзевски, Йосиф Йосифовски, Страшо Пинджур, Боро Мокров, Ристо Дуковски, Цветан Димов, Орце Николов, Милева Сабо, Маргарита Софиянова, Боро Чушкар, Панче Пешев, както и литераторите Кочо Рацин, Волче Наумчески, Мите Богоевски, Кире Димов, Гойчо Стевковски, Бранко Заревски, Ристо Лазески, Кузман Йосифовски, Александър Градачки. Много от тях загиват по време на съпротивата в годините на Втората световна война, а другите участват в изграждането на комунистическата Народна република Македония.